# Sanja Babić Đulvat
Sanja Babić Đulvat (Travnik, 26. ožujka 1965.) hrvatska i bosanskohercegovačka pjesnikinja i romanospisateljica.
Radi kao profesorica književnosti u vitežanskoj gimnaziji.

## Djela
- "Oko rta Dobre Nade" (pjesme, 1998.),
- "Travnički nocturno" (roman, 2000.),
- "Tončijev san" (slikovnica, 2001.),
- "Ljubav nije samo riječ" (pjesme, 2003.),
- "Vjetroslav, vilenjak dobrog srca" (dječji roman, 2006.),
- "Nisam ja mamina maza" (zbirka za djecu, 2007.),
- "Koji držiš brdo na svom prstu" (roman, 2010.),
- "Kako me spasio Werther" (roman, 2015.),
- "U Zen šumi" (slikovnica, 2016.),
- "Crni vrh" (elegija ,2018.),
- "Devet malih vrabaca" (zbirka priča i pjesama za djecu, 2020.),
- "Johnny B." (roman, 2022.).